# Glasglocke (Gartenbau)

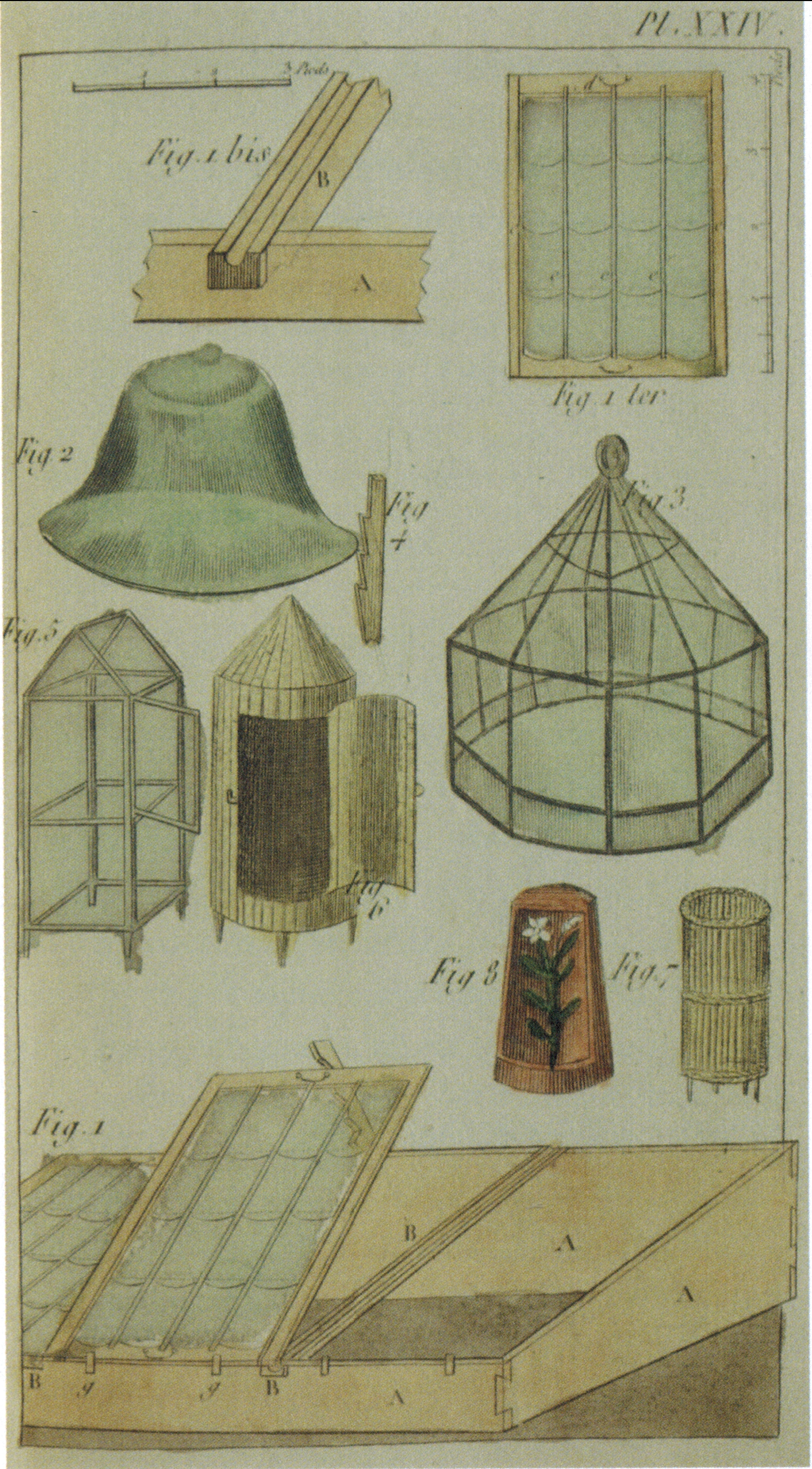
Glasglocken und Glashauben neben anderen Schutzvorrichtungen für Kulturpflanzen (aus Le Bon Jardinier, Almanach pour l’année, 1826)

Glasglocken dienten im Gartenbau dem geschützten und kontrollierten Kultivieren von Pflanzen insbesondere zur Frühtreiberei. Sie waren preisgünstigere Vorläufer der heutigen Gewächshäuser, bevor diese allgemein erschwinglich waren. Ihre größte Verbreitung hatten sie im französischen Gartenbau. Dort hatte mancher Handelsgärtner Ende des 19. Jahrhunderts zehntausende davon im Einsatz. Im 20. Jahrhundert verloren sie an Bedeutung und die Produktion wurde eingestellt, so dass für einige Zeit nur noch einzelne Exemplare in Museen zu besichtigen waren.
Im 21. Jahrhundert sind ähnlich aussehende Hauben als dekoratives Element für den Garten wieder bei einigen Händlern im Angebot. Diese werden allerdings aus Gründen der Kosten- und Gewichtseinsparung meist aus transparentem Kunststoff gefertigt. Vereinzelt sind auch wieder originalgetreue Repliken aus Glas im Angebot. Verbreitet waren sowohl geblasene Glasglocken als auch solche aus kleinen bleiverglasten Scheiben.

## Glasglocken

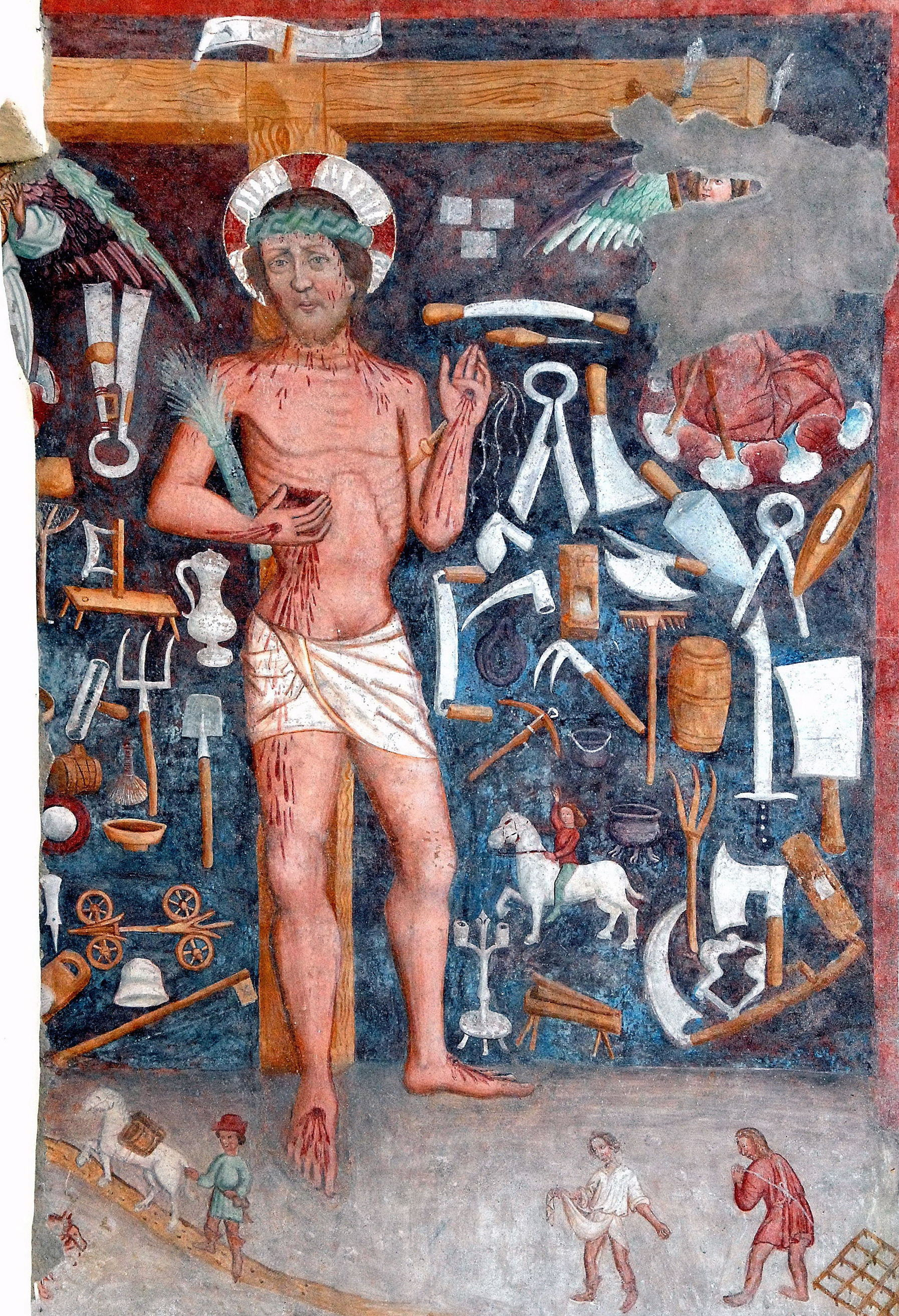
Glasglocke unten links auf der Wandmalerei an der Pfarrkirche Heiliger Kanzian in Nötsch

Geblasene Glasglocken sind schon länger bekannt als Glashauben aus dem schwieriger herstellbaren Fensterglas. In einer Wandmalerei an der Pfarrkirche Heiliger Kanzian in Nötsch im Gailtal aus der Zeit um 1500 ist neben anderen landwirtschaftlichen Geräten auch eine Glasglocke zu sehen. In der Renaissance waren gläserne Destillierapparate relativ weit verbreitet und sind beispielsweise im Kreuterbuch von Adam Lonitzer abgebildet. Zu den Apparaten gehörte ein Glashelm in Form einer Glocke mit Griff, der von einigen Besitzern auch für die Frühtreiberei genutzt wurde. Clemens Alexander Wimmer vermutet, dass die ersten Glasglocken in Venedig hergestellt wurden. Reisende Glasbläser gründeten später in Böhmen, Thüringen und Lothringen eigene Werkstätten, in denen sie die Glocken in großer Zahl fertigten.
Olivier de Serres beschreibt um 1600 den Einsatz von Glasglocken, in der Form großer Hüte, welche unten die Form einer Glocke haben, als Bedeckungen in der Melonenkultur. Andere sähen aus wie der Helm von Destillierkolben ohne jeden Rand. Der Durchmesser der Glocken, mit denen die gesäten Samen abgedeckt wurden, betrage einen Fuß. Zum weiteren Erwärmen des Bodens empfahl er der Erde im Beet frischen Pferdemist beizumischen.

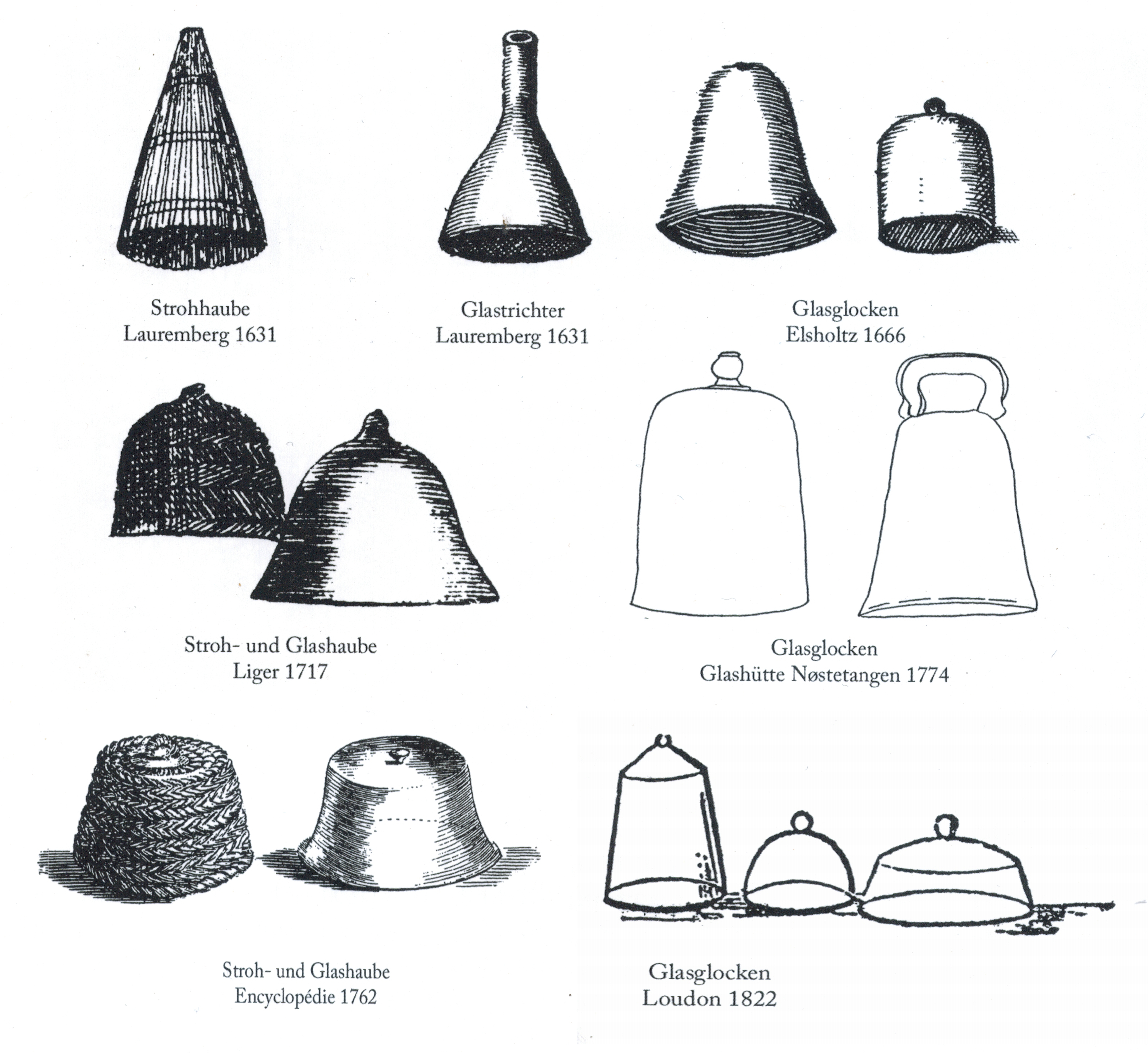
Verschiedene Glasglocken und Strohhauben

Peter Lauremberg beschrieb 1631 Glasglocken mit einer Öffnung am oberen Ende. Mit der Glocke, die tagsüber über die Kulturen gestülpt wurde, sollte die Keimung und das Wachstum von frühen Früchten beschleunigt werden. Die Öffnung, die bei Bedarf geschlossen werden konnte, diente dazu, Ausdünstungen und zu warme Luft entweichen zu lassen. In Frankreich wurde diese Ausführung als „Englische Glocke“ bezeichnet. Verbreiteter waren aber die geschlossenen Versionen, die auch nachts vor Kälte schützten. Erwähnt sind sie unter anderem in einer Aufstellung für eine Lieferung an Schloss Gottorf aus dem Jahr 1633, von John Evelyn 1660 (mit Bild), von Johann Sigismund Elsholtz (1666) und von Wolf Albrecht Stromer von Reichenbach 1671. Die erstmals von John Evelyn beschriebene Ausführung mit einem Knauf zum Anfassen war später am verbreitetsten und wurde auch von Georg Andreas Böckler 1678, Franz Philipp Florinus 1702 sowie in der „Encyclopédie, ou ou Dictionnaire raisonné des sciences, des arts et des metiers“ 1762 beschrieben. Die meisten Glocken hatten einen Durchmesser von 15 bis 20 Zentimeter. Gefertigt wurden aber auch größere Ausführungen mit bis zu 60 Zentimeter Durchmesser und kleine in der Größe einer Kaffeetasse. Der Farbton des Glases war unterschiedlich; neben Glocken aus klarem Glas wurden auch Exemplare in verschiedenen Grün-, Blau- und Rottönen angeboten. Dabei waren Glocken aus dunklem Flaschenglas am weitesten verbreitet, weil sie zum geringsten Preis angeboten wurden. Sie ließen mehr Wärme und weniger Licht ins Innere, weswegen sie auch zum Bleichen von Blumenkohl verwendet wurden. Farblose Glasglocken aus klarem Glas waren am teuersten.
Gelüftet wurde unter den Glasglocken, indem man ein Stellholz auf der Seite, von der Wind kam, unter den Rand legte. Das Holz konnte mit Kerben versehen sein, so dass man Öffnung verschieden weit einstellen konnte. Bei großer Hitze wurden die Glocken abgedeckt oder, wie von Karl Theodor Rümpler beschrieben, mit Kalkmilch gestrichen. Zum Einlagern wurde zwischen zwei Glasglocken zum Schutz vor Glasbruch jeweils eine Strohhaube gelegt.

### Glashauben
Die ersten bekannten Erwähnungen finden sich zu Glashauben in Schriften von John Evelyn aus dem Jahr 1660, der sie auch zum Präsentieren von Tulpen und anderen Zierpflanzen empfahl. Johann Sigismund Elsholtz beschreibt die aus kleinen bleiverglasten Scheiben hergestellten Hauben 1666 als „rund oder eckig/oben platt oder spitzig“. Manche hatten auch Fenster zum Lüften. Der Nachteil, dass sie bei der Anschaffung teurer waren als die Glasglocken, wurde teilweise dadurch ausgeglichen, dass einzelne zerstörte Scheiben ersetzt werden konnten. Das Glas war immer klar, so dass sie im Vergleich zu den meisten Glasglocken weniger Wärme und gleichzeitig mehr Sonnenstrahlen hinein ließen.

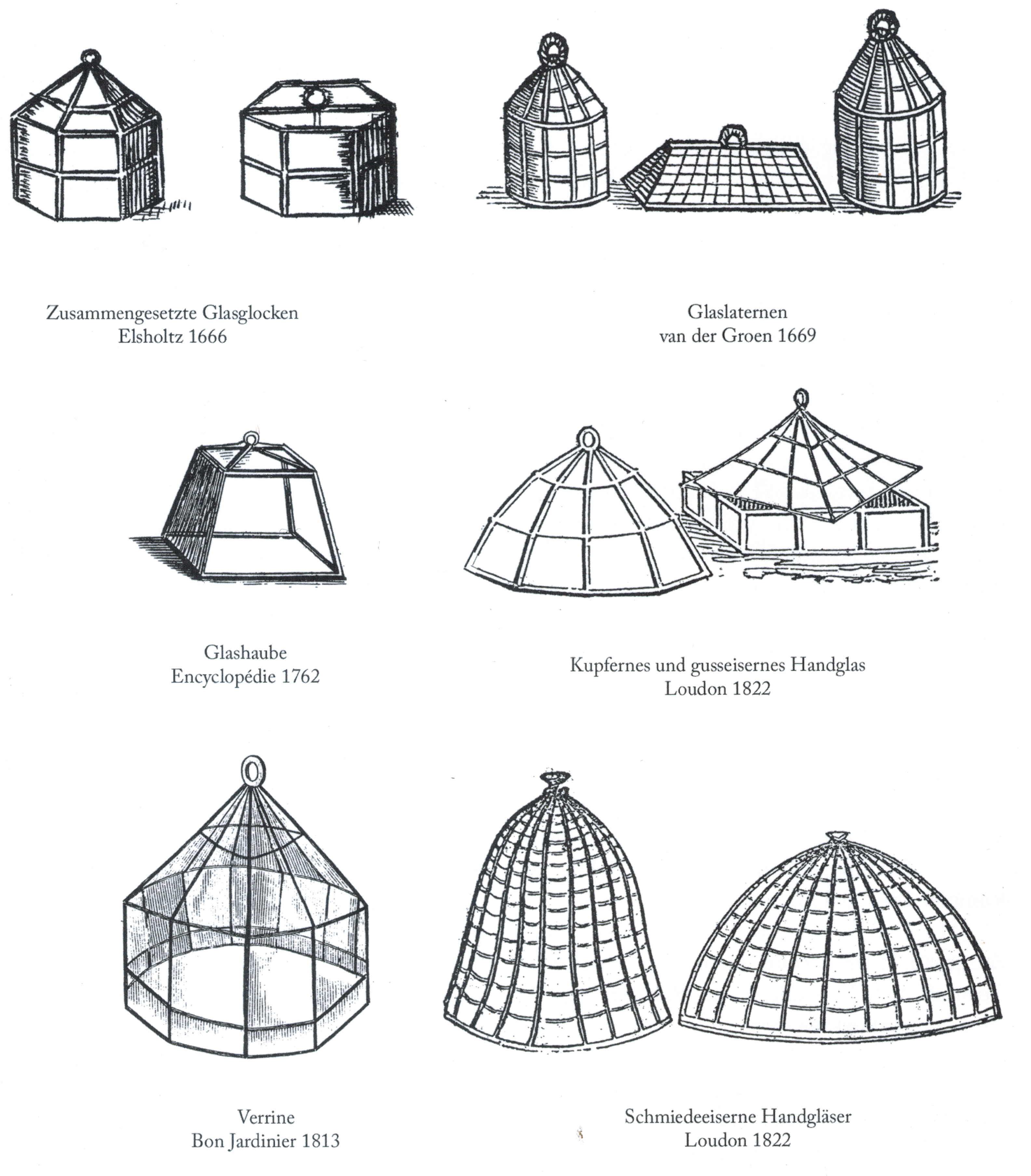
Verschiedene Glashauben

Einfache Modelle hatten seitlich nur vier geneigte Scheiben. In der französischen Fachzeitschrift für Gartenbau „Le Bon Jardinier“ wurden 1774 zwölfeckige Ausführungen, die fast rund waren, empfohlen und auch ausführlich beschrieben. Im nebenstehenden Bild ist unten links ein solches Modell zu sehen. Empfohlene Größen waren zwischen sechs Zoll und zwei Fuß groß. Insbesondere bei größeren Modellen wurde geraten, beim Verlöten der Bleiumrandung diese mit Eisendraht zu stabilisieren. Auch sollten die Drähte, aus denen der Griff geformt wird, bis zum unteren Rand der Haube geführt werden.
1822 unterschied John Claudius Loudon zwischen Modellen, die mit Kupfer, Blei oder Guss- oder Schmiedeeisen eingefasst sind. Die teuersten davon waren die mit Gusseisen gefassten Modelle, welche aus zwei einzeln gegossenen und danach miteinander vernieteten Seitenteilen bestanden. Das aus einem Guss bestehende Dach hatte den Vorteil, dass es sogar bei Frost abgenommen werden konnte, ohne das Glas zu beschädigen. Am billigsten waren bleiverglaste Hauben, die aber eine geringere Lebensdauer und ein höheres Gewicht aufwiesen als kupferverglaste.

## Übergang zu Gewächshäusern

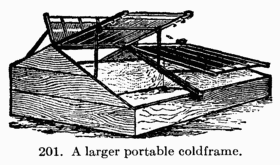
Mistbeet 1910

Die Konstruktion mit guss- oder schmiedeeisernen Stegen erlaubte den Bau immer größerer Hauben. Diese entwickelten sich dadurch bis hin zu „Miniaturgewächshäusern“, wobei die Übergänge fließend und schwer zu definieren sind. Durch Fortschritte in der Glasindustrie war es des Weiteren möglich, preisgünstig größere Glasscheiben anzubieten, mit denen sich für die Frühtreiberei das Mistbeet durchsetzte. Im 20. Jahrhundert verschwanden sowohl Glasglocken als auch die klassischen Glashauben vom Markt und auch aus dem Gebrauch.

## Heutige Nutzung
Die Zeitschrift Bilanz beschrieb im Mai 2015 Gärtnern als das neue Golfen. Dem Trend als Hobby für Wohlhabende entsprechend würden viele teure Retro-Gartengeräte angeboten. Diese seien nicht immer praktischer, aber auf alle Fälle schöner als die modernen Varianten. Neben verzinkten Gießkannen oder emaillierten Schildern wurden als solche auch nach dem Original gearbeitete Glasglocken genannt.